# بيتر هولدر
بيتر هولدر (بالإنجليزية: Peter Holder)‏ هو صحفي أسترالي، ولد في 11 أكتوبر 1964 في سيدني في أستراليا.